# 广防己
广防己（学名：Isotrema fangchi）又名防已、藤防已，是马兜铃科关木通属的植物。分布于中国大陆的贵州、云南、广东、广西以及越南，生长于海拔500米至1,000米的地区，多生长于山坡密林及灌木丛中，目前尚未由人工引种栽培。
叶片长矩圆形至长圆形, 基部圆截形, 稀浅心形; 檐部正面观完全覆盖管部; 喉口白色。

## 特性
本來作為中草藥使用，其成分马兜铃酸有利尿作用，被用於減肥、清肺止咳、產後補身等用。不過马兜铃酸具有腎毒性會引起泌尿道感染之移行上皮癌、為每百萬核鹼基(nucleobase/base)就有150個核鹼基基因突變，馬兜鈴酸基因突變能力強度是現今已知最強的致癌物質。微量服用就會大幅提高未來致癌風險，因此被中國等多國禁用。

## 外部連結
- 廣防己 Guang Fang Ji （页面存档备份，存于） 中藥標本數據庫 (香港浸會大學中醫藥學院) （繁體中文）（英文）
- 馬兜鈴酸I Aristolochic acid I 中草藥化學圖像數據庫 (香港浸會大學中醫藥學院) （中文）（英文）